# Maison de la Radio (Ixelles)

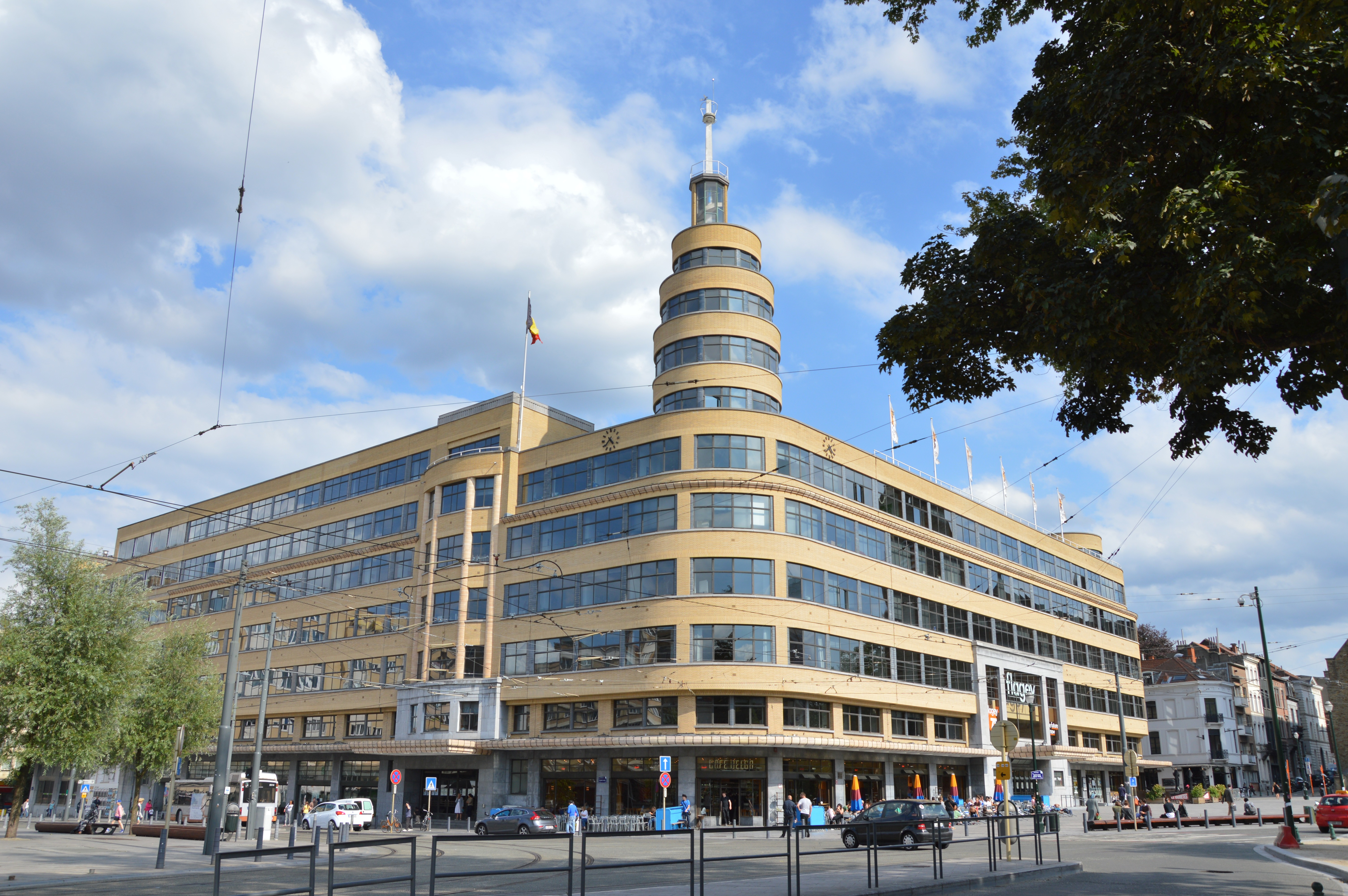
Maison de la Radio

Il Flagey, l'antica Maison de la Radio è stato creato nel 1930 sotto il nome di Istituto Nazionale Belga di Radiodiffusione (Institut National Belge de Radiodiffusion), e si trova a place Flagey nel comune di Ixelles, in un palazzo in stile decò concepito da Joseph Diongre (1878-1963).
L'edificio possiede degli angoli smussati che mascherano il volume massiccio di questa costruzione in mattoni giallo-ocra e granito (pierre bleu). L'orizzontalità è sottolineata dalle vetrate a nastro e dalla tettoia a sbalzo lungo tutto il piano terra.
L'opera è paragonata ad un transatlantico con i suoi ponti ed i suoi lunghi corridoi. All'interno è stato convervato il mobilio originale in stile Art Déco. L'idea alla base di questo edificio ha ricevuto il primo premio del concorso organizzato per la costruzione della Maison de la Radio.
Il cantiere è durato dal 1935 al 1938, ed allora era una delle prime case della radio (maisons de la radio) in Europa.
Sopra un suolo cedevole a causa di una falda freatica, si è dovuto installare un sistema di pompaggio permanente. Il palazzo è costruito su una piastra di cemento e fogli di rame. Dopo la fine dei lavori nel 1938, l'INR iniziò a trasmettere regolarmente dalle 06:45 alle 24:00.

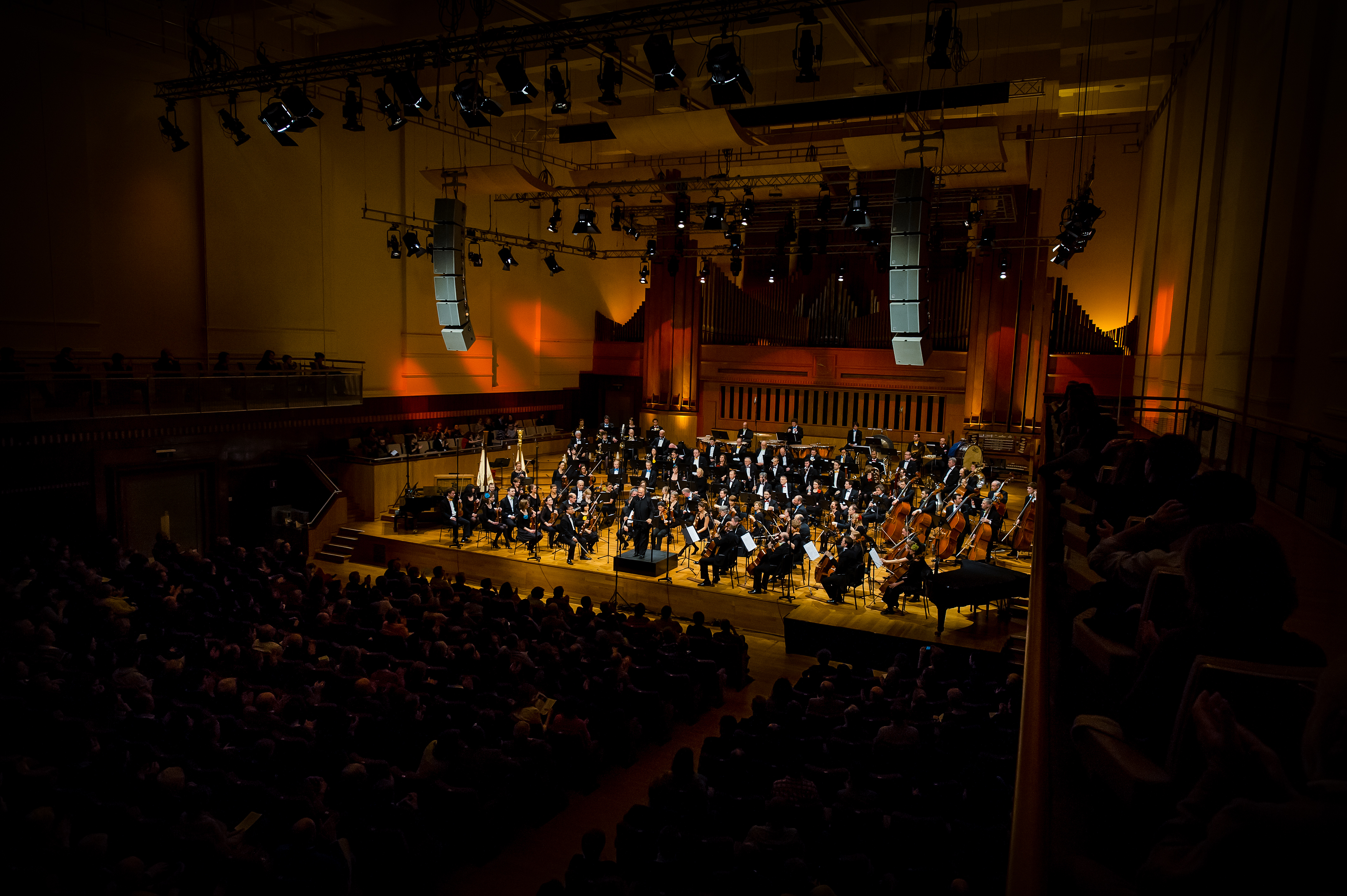
Brussels Philharmonic durante un concerto nello Studio 4

L'edificio comprende 12 studi di registrazione di pianta trapezoidale fra cui il celebre Studio 4 con un organo da 8000 canne. I locali sono climatizzati e serviti da 13 ascensori, inoltre sono dotati delle più moderne strumentazioni radiofoniche. La torre d'angolo serve a proteggere il ripetitore televisivo. L'isolamento acustico è ottimale.
- Nel 1953, fu lanciato il primo telegiornale belga.
- Nel 1960, apparve la sigla RTB da Radiodiffusion Télévision belge (Radiodiffusione Televisione belga). La sigla RTBF non apparve che nel 1977.
- Nel 1998, la scomparsa INR è stata messa sotto tutela e venduta alla società anonima « La Maison de la Radio Flagey ».

Rinnovato ed inaugurato nel settembre 2002 col nome di Flagey, ha ritrovato la sua funzione originaria con la creazione di uno spazio musicale con studi di registrazione, sale per concerti e cinema, diventando un luogo con una programmazione eclettica. Vi si svolgono dei fine settimana scoperti, proiezioni d'immagine e suoni, concerti trampolino, sequenze cinema-brunch una domenica al mese... e molto altro ancora.
Dal 2005, la Maison de la Radio è la residenza della Brussels Philharmonic. Fondata nel 1935 come Orchestra radiofonica delle Fiandre, è ritornata ad utilizzare lo Studio 4 al termine del suo restauro. Anche il Vlaams Radio Koor (Coro Radiofonico delle Fiandre) ha sede alla Maison de la Radio ed utilizza principalmente lo Studio 1.
Inoltre, la Maison de la Radio è sede dei principali media fiamminghi di Bruxelles: la radio FM Brussel, il quotidiano 'Brussel Deze Week', TVBrussel e il sito web brusselnieuws.be